# Jewgienij Riasienski
Jewgienij Aleksandrowicz Riasienski (ros. Евгений Александрович Рясенский; ur. 18 lipca 1987 w Kalininie) – rosyjski hokeista, reprezentant Rosji.

## Kariera
- CSKA 2 Moskwa (2002-2003)
- Krylja Sowietow 2 Moskwa (2003-2005)
- Ak Bars Kazań (2005-2008)
- Nieftiechimik Niżniekamsk (2008-2011)
- CSKA Moskwa (2011-2013)
- SKA Sankt Petersburg (2013-2014)
- Nieftiechimik Niżniekamsk (2014-2017)
- Traktor Czelabińsk (2017-2019)
- Nieftiechimik Niżniekamsk (2019-2020)

Wychowanek THK Twer. Od maja 2011 zawodnik CSKA Moskwa. W lipcu 2012 przedłużył umowę z klubem o dwa lata. Od czerwca 2013 zawodnik SKA Sankt Petersburg (w toku wymiany za Andrieja Pierwyszyna). W grudniu 2013 przedłużył umowę do 30 kwietnia 2016. W kwietniu 2014 został zwolniony. Od końca listopada 2014 ponownie zawodnik Nieftiechimika. Zwolniony w listopadzie 2015. Jednakże później przedłużał kontrakt z tym klubem w grudniu 2015 i w marcu 2016. Zwolniony z klubu w lutym 2017. Od września 2017 reprezentował Traktor Czelabińsk. Od maja 2019 ponownie zawodnik Nieftiechimika Niżniekamsk. Odszedł z klubu w marcu 2020.
Uczestniczył w turniejach mistrzostw świata w 2012, 2013.

## Sukcesy
Reprezentacyjne
- Srebrny medal mistrzostw świata juniorów do lat 20: 2007
- Złoty medal mistrzostw świata: 2012

Klubowe
- Złoty medal mistrzostw Rosji: 2006 z Ak Barsem Kazań
- Srebrny medal mistrzostw Rosji: 2007
- Puchar Mistrzów 2007 z Ak Barsem Kazań

Wyróżnienie
- Zasłużony Mistrz Sportu Rosji w hokeju na lodzie: 2012